# Hellmannshofen
Hellmannshofen ist ein Weiler im Ortsteil Gründelhardt der Gemeinde Frankenhardt im Landkreis Schwäbisch Hall im nordöstlichen Baden-Württemberg.

## Geographische Lage
Hellmannshofen liegt auf einer Höhe von etwa 448–463 m ü. NHN in der wenig vor dem Ort einsetzenden oberen Talmulde des nordöstlich zur Speltach laufenden Stettbachs und etwa einen Kilometer südlich des dörflichen Gemeindesitzes Gründelhardt, der jenseits eines flachen Hügelrückens auf dem Talgrund und am Hang eines linken Zuflusses steht. Etwa ebensoweit südwestlich entfernt ist der deutlich kleinere Weiler Birkhof im selben, kaum näher ostsüdöstlich der ebenfalls kleinere Weiler Reishof im benachbarten Ortsteil Honhardt der Gemeinde. Die Kreisstadt Schwäbisch Hall ist über 13 km westnordwestlich, die Mittelstadt Crailsheim etwa 10 km nordöstlich entfernt. (Entfernungen jeweils in Luftlinie zwischen den Ortsmitten.)
Naturräumlich gesehen liegt der Weiler im Unterraum Burgberg-Vorhöhen und Speltachbucht der Schwäbisch-Fränkischen Waldberge; einen halben Kilometer südsüdöstlich steigt das Terrain steil zum benachbarten Unterraum Ellwanger Berge an. Die unmittelbar den Ort umgebende, wenig wellige Ebene und der Talgrund liegen eben noch im Schilfsandstein (Stuttgart-Formation), unterhalb von ihm erreicht der in einem schmalen holozänen Schwemmsedimentband laufende Stettbach dann die Schichthöhe des Gipskeupers (Grabfeld-Formation), während die am Hang oder auch oben bewaldeten Berge im weiteren Bogen von Westen bis Südsüdosten sich bis hinauf zum stufenbildenden Kieselsandstein (Hassberge-Formation) erheben. Die Flur wird außerhalb des Weichbildes und der Talmulde bis zum Fuß der Waldberge überwiegend von Äckern eingenommen.

## Beschreibung
Der noch heute landwirtschaftlich geprägte Ort hat etwa zwei Dutzend Hausnummern und ist von einem an der Nordseite durch jüngere Scheunen und Stallungen unterbrochenen Weichbild aus alten Obstwiesen umgeben. Die meisten Häuser, teils mit offenem Fachwerk und einige mit geschnitzten und bemalten Eckbalken, liegen an der L 1068, die am nahen Schützenhaus von Gründelhardt im Westen an der L 1066 ansetzt, den Ort nach einer wenig tiefen Talsteige ostwärts durchläuft, kurz vor Ortsende auf die rechte Seite des Stettbachs wechselt und dann nach Honhardt führt, einige auch an einem im Talgrund linksseits des Stettbachs weiterlaufenden Wirtschaftsweg. Vor der Bachquerung der Landesstraße steht links die St.-Lukas-Kapelle.

### St.-Lukas-Kapelle
Diese Ortskapelle stammt offenbar aus romanischer Zeit. Sie war spätestens gegen Ende des 19. Jahrhunderts profaniert und wurde zuletzt als Rübenkeller genutzt, ehe sie im 20. Jahrhundert restauriert wurde. Im Besitz der bürgerlichen Gemeinde, wird sie nun zuweilen wieder von der evangelischen Kirchengemeinde Gründelhardt und für andere feierliche Anlässe genutzt. Zu Ausstattung gehört eine Pesttruhe.

## Geschichte
Der 1373 erstmals als Heilwigeshofen erwähnte Ort wurde später Helmshofen (also wie der nahe Weiler Helmshofen der Gemeinde Satteldorf) und wird heute Hellmannshofen genannt, im regionalen Dialekt auch Helmleshofen. Der Ort gehörte bis 1819 kirchlich zu Honhardt, seitdem zu Gründelhardt, das schon früher kirchlich von Honhardt selbständig wurde.
Gegen Ende des 19. Jahrhunderts wird eine Einwohnerzahl von 156 genannt.

## Verkehr
Die L 1068 durchquert den Ort von West nach Ost, in sie mündet gleich am Ortseingang von Südwesten her ein nichtöffentlicher Hohlweg von der K 2637, die Hinteruhlberg mit Gründelhardt verbindet. Von der Hauptstraße führt nahe der Kapelle ein öffentliches Gemeindesträßchen nordwärts über den Hügel nach Gründelhardt und ein Wirtschaftsweg nordöstlich und talabwärts nach Stetten.

### LUBW
Amtliche Topographische Karte mit passendem Ausschnitt und den hier benutzten Layern: Hellmannshofen und Umgebung

Allgemeiner Einstieg ohne Voreinstellungen und Layer: Daten- und Kartendienst der Landesanstalt für Umwelt Baden-Württemberg (LUBW) (Hinweise)
1. ↑  Höhe nach dem Höhenlinienbild auf dem Hintergrundlayer Topographische Karte.
2. ↑  Entfernung abgemessen auf dem Hintergrundlayer Topographische Karte.

### Andere Belege
1. ↑  Wolf-Dieter Sick: Geographische Landesaufnahme: Die naturräumlichen Einheiten auf Blatt 162 Rothenburg o. d. Tauber. Bundesanstalt für Landeskunde, Bad Godesberg 1962. → Online-Karte (PDF; 4,7 MB)
2. ↑  Geologie nach den Layern zu Geologische Karte 1:50.000 auf: Mapserver des Landesamtes für Geologie, Rohstoffe und Bergbau (LGRB) (Hinweise). Ein ähnliches Bild bietet die unter → Literatur aufgeführte geologische Karte.